# Караоюк (приток Чагана)
Караоюк — река в России, протекает по Республике Алтай, в Кош-Агачском районе. Длина реки — 19 км. ГВР включает Караоюк в состав реки Чаган.

## Описание
Высота истока — 2709 м над уровнем моря. Река берёт начало в леднике, спускающемся с горы Ильяс (высота 3746 м), далее практически на всём своём течении река протекает по троговой долине. Сливаясь с рекой Аккол, образуют реку Чаган. Высота устья — 2135 м над уровнем моря.

## Этимология
Название происходит от алт. Кара — черный и Ойык — пробоина, выемка, рытвина. Кара-Ойык — черная выемка, пробоина, котловина.